# Mamer-Lycée
Mamer-Lycée (luks: Gare Mamer-Lycée) – stacja kolejowa w Mamer (gmina Mamer), w Luksemburgu. Została otwarta w 2003.
Obecnie jest stacją Société Nationale des Chemins de Fer Luxembourgeois (CFL), obsługiwaną przez pociągi Regional-Express (RE) i Regionalbahn (RB).

## Położenie
Znajduje się na linii 50 Luksemburg – Kleinbettingen, w km 8,680, na wysokości 300 m n.p.m., pomiędzy stacją Bertrange – Strassen i Mamer.

## Linie kolejowe
- 50 Luksemburg – Kleinbettingen